# Allo (Navarra)
Allo ist ein nordspanisches Dorf und eine Gemeinde (municipio) mit 993 Einwohnern (Stand: 2024) im Süden der Autonomen Gemeinschaft Navarra.

## Lage und Klima
Allo liegt gut 40 km (Fahrtstrecke) südwestlich von Pamplona bzw. ca. 36 km ostnordöstlich von Logroño in einer Höhe von ca. 430 m. Das Klima ist gemäßigt bis warm; Regen (ca. 600 mm/Jahr) fällt überwiegend im Winterhalbjahr.

## Bevölkerungsentwicklung
| Jahr      | 1970 | 1981 | 1991 | 2001 | 2011 | 2021 |
| Einwohner | 1260 | 1200 | 1116 | 1028 | 1075 | 925  |

## Wirtschaft
Der von den Römern betriebene Weinbau gewann ab dem 19. Jahrhundert an Bedeutung. Hier wird der Rioja produziert.

## Sehenswürdigkeiten
- Marienkirche
- Christusbasilika